# Firuzabad
Firuzabad (sasanidski srednjoperz. Ardašir-Hure: اردشيرخوره; „Ardaširova slava“, arap. فيروزآباد; Fīrūzābād) je grad koji se nalazi u provinciji Fars odnosno 110 km južno od Širaza u modernom Iranu. Smješten je na plodnoj ravnici bogatoj vodom i okruženoj planinama. Grad je u 3. stoljeću dao podići sasanidski veliki kralj Ardašir I., na mjestu njegove pobjede nad Artabanom IV., posljednjim kraljem suparničke iranske dinastije Parta. Arheološki nalazi pokazuju kako je grad bio naseljen mnogo prije sasanidskog razdoblja. Prema popisu iz 2005. godine grad je imao 67.909 stanovnika.

## Povijest

### GradGur
U ahemenidsko doba na mjestu današnjeg Firuzabada nalazio se antički grad Gur, koji je uništen u osvajanjima Aleksandra Makedonskog. Navodno je Aleksandar dao preusmjeriti obližnju rijeku prema gradu koji je bio smješten u dolini što je poplavilo Gur i stvorilo jezero koje se tu nalazilo punih 500 godina, odnosno dok sasanidski kralj Ardašir I. nije dao prokopati tunel za odvod i tako ispraznio korito jezera.

### GradArdašir-Hure
Na mjestu drevnog grada Gura, osnivač Sasanidskog carstva Ardašir I. dao je sagraditi novi glavni grad, koji je bio poznat pod nazivima Hor-Ardašir, Ardašir-Hure, te Šari-Gur. Grad je imao kružni tlocrt, tako precizan da je perzijski povjesničar Ibn Balhi napisao kako je „građen uz pomoć kompasa“. Oko gradskih zidina protezao se jarak promjera 2 km, odnosno 50 metara širine. Pristup se vršio s četiri gradskih vrata; Hormuz vratima na sjeveru, Ardašir vratima na jugu, Mitra vratima na istoku, te Bahram vratima na jugu. Kraljevski dijelovi grada nalaze se na središnjem dijelu u obliku kruga promjera oko 900 m. U samom središtu grada nalazio se zoroastrijski hram vatre od 30 m visine i spiralnog oblika s četverokutnim tlocrtom, koji se smatra arhitektonskim prethodnikom Velikoj Džamiji u Samari.

### GradFiruzabad
Nakon pada Sasanidskog carstva, grad je teško stradao u islamskim osvajanjima. Ipak, njegov značaj opet je porastao nakon što je Azud al-Davla iz dinastije Dajlamita počeo rabiti grad kao svoju rezidenciju. U to vrijeme najstariji naziv grada „Gur“ gotovo je iščezao u korist novog imena (Firuzabada). Prema jednoj teoriji, na perzijskom jeziku riječ gur znači „grob“, pa je kralj Azud al-Davla odlučio promijeniti to neugledno ime u Peroz-abad što znači „Grad pobjede“. Od tada su od tog naziva proizišle mnoge inačice imena, među kojima je i Firuzabad (Fīrūzābād). Nakon Makedonaca i Arapa, grad je svoje treće razaranje doživio pred Mongolima zbog čega je u 14. stoljeću bio gotovo potpuno napušten. Grad danas ima oko 70.000 stanovnika.

## TvrđavaKale-Dohtar
Na strmim planinskim padinama oko šest kilometara sjeverno od grada nalazi se sasanidski dvorac Kale-Dohtar koji je dao izgraditi veliki kralj Ardašir I. Građevina je imala moćne fortifikacije, dok se kraljeva palača sastojala od brojnih nadsvođenih dvorana i kupola, karakterističnih za iransku arhitekturu tog doba. Građena je uglavnom od kamena i morta, dok su zidovi imali prevlake od žbuke koje su davale gladak i elegantan izgled, a pretpostavlja se kako su bile i oslikani ornamentima i crtežima. Neposredno ispod dvorca nalaze se i ruševine sasanidskog mosta.

## Galerija
- Reljef investiture sasanidskog kralja Ardašira I.
- Crtež francuskog orijentologa Eugene Flandina iz 1840. koji prikazuje sasanidske reljefe
- Ostaci zoroastrijskog hrama koji je bio središte kružnog grada
- Tvrđava Kale-Dohtar

## Poveznice
- Perzijsko Carstvo
- Ahemenidsko Carstvo
- Sasanidsko Carstvo
- Sasanidi
- Ardašir I.
- Ktezifont

## Vanjske poveznice
- [neaktivna poveznica]
- Firuzabad (UNESCO)
- Eintrag Britannica
- Firuzâbâd - A Sassanian Palace or Fire Temple? (Vohuman.org)

Ostali projekti
|  | Zajednički poslužitelj ima još gradiva o temi Firuzabad |